# Finspångs AIK
Finspångs AIK, bildad 1937, är en idrottsförening i Finspång i Sverige. Klubben är mest berömd för sina framgångar i bandy, fotboll och handboll för herrar. I bandy spelade klubben i Sveriges högsta division säsongen 1941. I fotboll spelade klubben i Sveriges näst högsta division säsongerna 1939/1940–1941/1942–1943/1944, 1959 samt 1966–1967. Säsongen 1942/43 vann Finspång division två Östra med en poängs marginal till Åtvidaberg. I kvalet till allsvenskan förlorade Finspång första matchen borta mot Brage med 1–0 men vann den andra på hemmaplan med 2–0. Målskillnad gällde inte på den tiden i kvalspelet så det blev en avgörande match på Råsunda. Då vann Brage med hela 9–0. Året efter åkte Finspång ur div. två. 1943 kvalade Finspång också till allsvenskan i bandy, men förlorade mot Hammarby.